# 入舟町駅
入舟町駅（いりふねちょうえき）は、かつて北海道釧路市にあった釧路臨港鉄道（現在の新太平洋商事）臨港線の駅（廃駅）であり、1966年（昭和41年）廃止までは当路線の終着駅でもあった。

## 歴史
- 1927年（昭和2年）2月20日：釧路臨港鉄道が臨港駅 - 当駅間の路線延長に伴い開業。開業当初は仮駅。
- 1940年（昭和15年）10月24日：当駅が城山駅寄りへ移転。路線は600 m延長。
- 1963年（昭和38年）11月1日：旅客営業廃止に伴い貨物駅となる。
- 1966年（昭和41年）12月1日：臨港駅 - 当駅間廃止に伴い廃駅。

## 駅跡
市道に沿った細長い緑地になっており、花壇として整備されている。

## 隣の駅
釧路臨港鉄道
臨港線
臨港駅 - 入舟町駅
当駅の営業キロは城山駅から移転前は10.7 km、移転後は11.3 km。春採駅から移転前は5.2 km、移転後は5.8 km。